# Kamyszewka (obwód biełgorodzki)
Kamyszewka (ros. Камышевка) – wieś w Rosji, w obwodzie biełgorodzkim, w rejonie prochorowskim. W 2010 liczyła 45 mieszkańców.